# Leubetha
Leubetha ist einer der acht Ortsteile der Stadt Adorf/Vogtl. im sächsischen Vogtlandkreis.

## Geographie
Leubetha liegt im Norden der Gemeinde und grenzt an drei weitere Stadtteile Adorfs und an zwei Ortsteile einer anderen Gemeinde.
|             | Marieney (Gemeinde Mühlental)               |                                |
| Rebersreuth | Kompassrose, die auf Nachbargemeinden zeigt | Hermsgrün (Gemeinde Mühlental) |
|             | Freiberg                                    | Adorf                          |

Der Stadtteil besteht zum größten Teil aus Wald und landwirtschaftlicher Nutzfläche. Durch das Dorf fließt der Eisenbach, der an der Grenze zu Rebersreuth in die Weiße Elster mündet.

## Geschichte
Das etwa 321 Hektar große Waldhufendorf wurde 1328 als Lewbatein erstmals erwähnt. Der Name leitet sich vom slawischen Stamm l’ub-, zu deutsch lieb, eines Orts- oder Personennamen her. Der Ort gehörte bis ins 19. Jahrhundert zum Amt Voigtsberg. Mit den hier bereits im 14. Jahrhundert ausgebeuteten Eisenerzvorkommen entstand eine bekannte Hammerschmiede. Sie wurde später zur Hammermühle Leubetha, die sich im 19. Jahrhundert zu einem regionalen Gewerbestandort entwickelte.
Die Gemeinde Leubetha gehörte ab 1875 zur Amtshauptmannschaft Oelsnitz und anschließend zum Kreis Oelsnitz und, seit der ersten sächsischen Kreisreform, zum Vogtlandkreis. Am 1. Januar 1999 wurde die Gemeinde in die Stadt Adorf/Vogtl. eingemeindet.
Durch das Dorf verlief entlang des Eisenbaches die Grenze zwischen den Bistümern Regensburg und Naumburg. Dadurch wurden die Bewohner des Dorfes bis 1940 in zwei verschiedene Pfarrbezirke gepfarrt.

## Entwicklung der Einwohnerzahl
| Jahr      | Einwohnerzahl                                 |
| --------- | --------------------------------------------- |
| 1557 / 83 | 15 besessene Mann                             |
| 1764      | 22 besessene Mann, 2 1/2 Hufen je 30 Scheffel |
| 1834      | 248                                           |
| 1871      | 259                                           |
| 1890      | 206                                           |

| Jahr | Einwohnerzahl |
| ---- | ------------- |
| 1910 | 213           |
| 1925 | 248           |
| 1939 | 261           |
| 1946 | 248           |
| 1950 | 267           |

| Jahr | Einwohnerzahl |
| ---- | ------------- |
| 1964 | 232           |
| 1990 | 194           |
| 1991 | 194           |
| 1992 | 199           |
| 1993 | 204           |

| Jahr | Einwohnerzahl |
| ---- | ------------- |
| 1994 | 200           |
| 1995 | 204           |
| 1996 | 207           |
| 1997 | 209           |
| 1998 | 210           |
| 2014 | 186           |

## Politik

### Ortschaftsrat
Der Ortschaftsrat besteht aus sechs Mitgliedern. Seit der letzten Wahl 2009 besteht der Rat ausschließlich aus Mitgliedern der Freien Wähler. Ehrenamtlicher Ortsvorsteher ist Peter Wolke.
Die Ortschaftsratswahlen von 1999 bis 2009 hatten folgende Ergebnisse (zum Vergleich ist auch noch die letzte Wahl zum Gemeinderat 1994 mit aufgeführt):
| Parteien und Wählergemeinschaften | Parteien und Wählergemeinschaften     | 2009 | 2009  | 2004 | 2004  | 1999  | 1999  | 1994 | 1994  |
| --------------------------------- | ------------------------------------- | ---- | ----- | ---- | ----- | ----- | ----- | ---- | ----- |
| Parteien und Wählergemeinschaften | Parteien und Wählergemeinschaften     | %    | Sitze | %    | Sitze | %     | Sitze | %    | Sitze |
| FWG                               | Freie WählerLeubetha                  | 98,0 | 6     | 99,0 | 7     | 100,0 | 6     | --   | --    |
| FFw L                             | Freiwillige Feuerwehr Leubetha        | --   | --    | --   | --    | --    | --    | 52,1 | 5     |
| HV L                              | Dorf- und Heimatverein Leubetha e. V. | --   | --    | --   | --    | --    | --    | 47,9 | 3     |
| Wahlbeteiligung in %              | Wahlbeteiligung in %                  | 66,5 | 66,5  | 50,7 | 50,7  | 80,4  | 80,4  | 96,8 | 96,8  |

1. ↑  1994 fand die letzte Wahl zum Gemeinderat der damals noch selbstständigen Gemeinde statt.
2. ↑  Bis 1999 als Freie Wähler Adorf (FWA).
3. ↑  Die restlichen Stimmen zu 100 % entfielen auf fünf Einzelbewerber.
4. ↑  Die restlichen Stimmen zu 100 % entfielen auf zwei Einzelbewerber.

## Verkehr

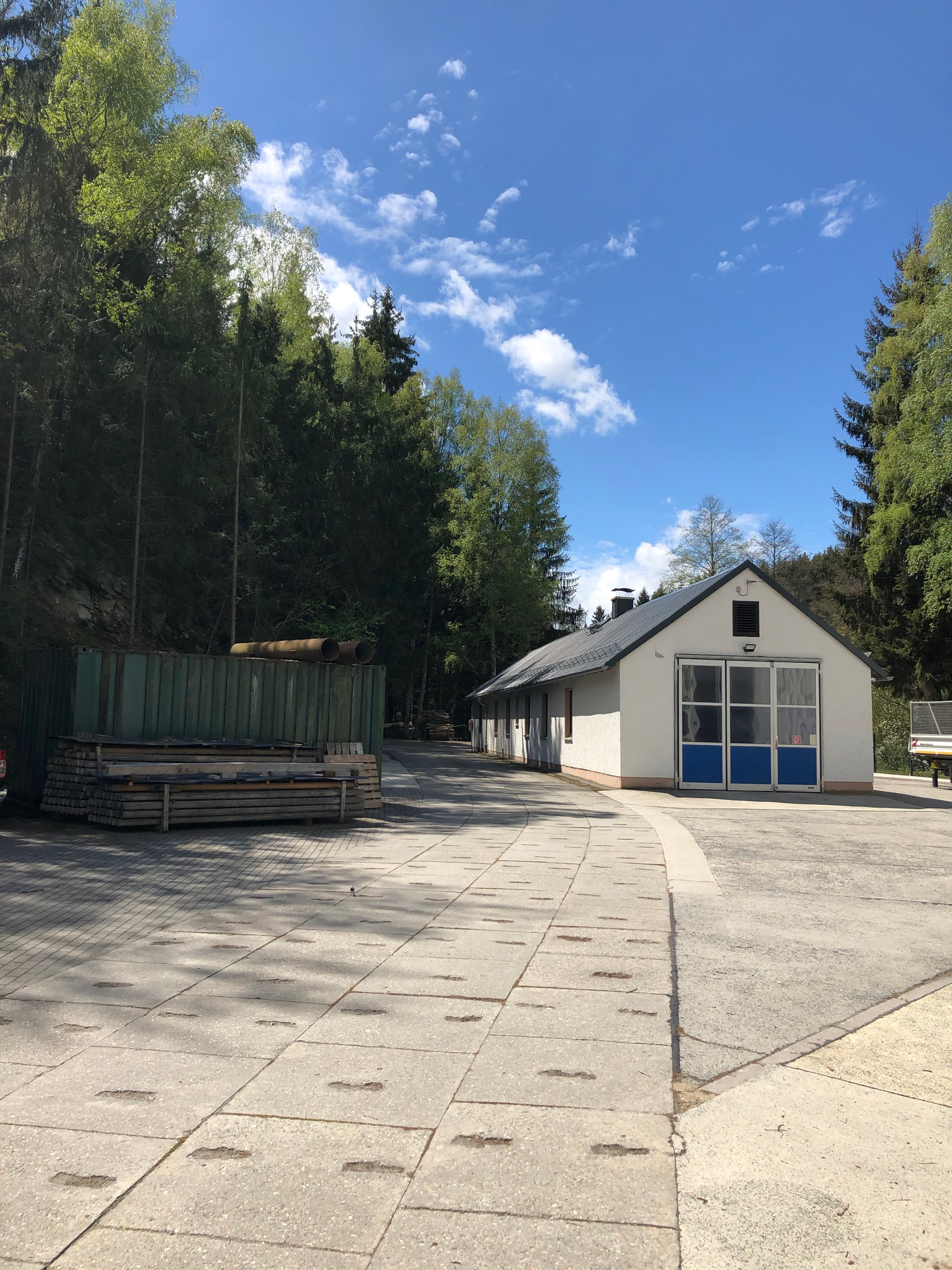
Ehemaliger Haltepunkt Leubetha (2019)

Der Haltepunkt Leubetha lag an der Bahnstrecke Aš–Adorf. Diese Strecke wurde 1945 nach Zerstörung der Brücke über die Weiße Elster stillgelegt.
Der Ort ist mit der vertakteten RufBus-Linie 37 des Verkehrsverbunds Vogtland an Adorf angebunden. An der nahen B 92 liegt zudem die Haltestelle „Abzweig Leubetha“, die von der TaktBus-Linie 92 von Plauen nach Bad Elster bedient wird.